# Vría
Vría, en grec moderne : Βρία, est un village du dème de Kateríni, de Macédoine-Centrale en Grèce.
Selon le recensement de 2011, la population du village s'élève à 414 habitants.